# Smerinthus meridionalis
Smerinthus meridionalis är en fjärilsart som beskrevs av Gehlen. 1931. Smerinthus meridionalis ingår i släktet Smerinthus och familjen svärmare. Inga underarter finns listade i Catalogue of Life.